# Percentyl
Percentyl, centyl – kwantyl rzędu k/100, gdzie k = 1, …, 99. Intuicyjnie mówiąc, percentyl jest wielkością, poniżej której padają wartości zadanego procentu próbek.

## Przykład
Poniżej przedstawiono statystyczne określenie impedancji ciała człowieka przy napięciu rażeniowym równym 230 V. Prawdziwe są następujące sformułowania:
- percentyl 95% – 2125 Ω;
- percentyl 50% – 1350 Ω;
- percentyl 5% – 1000 Ω.

Powyższe stwierdzenia można rozumieć następująco:
- impedancja 95% populacji (przy napięciu rażeniowym 230 V) ma wartość niższą lub równą 2125 Ω;
- impedancja połowy populacji ma wartość mniejszą lub równą 1350 Ω;
- impedancja tylko 5% populacji jest niższa lub równa 1000 Ω[3].